# AOneSat 1
O AOneSat 1 é um satélite de comunicação geoestacionário que está sendo construído pela ISS Reshetnev, ele será colocado na posição orbital de 48 graus de longitude leste e será operado pela AOneSat Communications AG. O satélite será baseado na plataforma Express-1000N e sua expectativa de vida útil será de 15 anos.

## História
A ISS Reshetnev e a empresa internacional baseada na Suíça, a AOneSat Communications AG assinaram um contrato para a entrega do satélite de telecomunicações  AOneSat 1.
O satélite de telecomunicações AOneSat 1 será construído pela ISS Reshetnev em torno de sua  plataforma de satélite de classe média Express-1000N. O satélite está prevista para ser lançado ao espaço em 2016. Ele terá uma massa de lançamento de 1.500 kg.

## Capacidade e cobertura
O AOneSat 1 será equipado com 36 transponder nas bandas C, Ku e Ka, para fornecer transmissão de sinal de TV e outros serviços de telecomunicação para o território da América Latina.